# Arteria circonflessa iliaca profonda
L'arteria circonflessa iliaca profonda (in latino arteria circumflexa ilium profunda) è un'arteria della regione pelvica.

## Decorso
Origina dall'arteria iliaca esterna, vicino all'emergenza della epigastrica inferiore. Sale lungo il legamento inguinale fino alla spina iliaca antero-superiore, dove anastomizza con la branca discendente della circonflessa laterale del femore e dove fornisce una branca ascendente che si anastomizza con l'epigastrica inferiore e le arterie lombari. Si porta quindi, attraverso la fascia transversalis, ad anastomizzarsi con l'arteria ileolombare e la glutea superiore.